# ميليسا ستيل
ميليسا ستيل (بالإنجليزية: Melissa Steel)‏ هي مغنية بريطانية، ولدت في 6 يوليو 1993 في برادفورد في المملكة المتحدة.

## وصلات خارجية
- ميليسا ستيل على موقع ميوزك برينز (الإنجليزية)
- ميليسا ستيل على موقع ديسكوغز (الإنجليزية)